# 德里夫特伍德鎮區 (印地安納州傑克遜縣)
德里夫特伍德鎮區（英語：Driftwood Township）是位於美國印地安納州傑克遜縣的一個行政鎮區。

## 地方資料
根據2010年美國人口普查的數據，德里夫特伍德鎮區的面積為73.30平方千米，當中陸地面積為71.60平方千米，而水域面積為1.70平方千米。當地共有人口860人，而人口密度為每平方千米11.73人。